# Саперна (станція)
Саперна — залізнична станція Санкт-Петербурзького відділення Жовтневої залізниці в селищі Саперний Колпінського району Санкт-Петербурга.
Знаходиться за 26 км від Санкт-Петербург-Московський на лінії Санкт-Петербург-Московський — Мга.
На станції одна платформа.